# Änglagård
Gli Änglagård sono un gruppo musicale rock progressivo svedese.
La formazione trae la propria ispirazione musicale da gruppi come i Cathedral, King Crimson, Genesis, Trettioåriga Kriget, Schicke Führs Fröhling e Van der Graaf Generator.

## Storia del gruppo
Il gruppo venne fondato nel 1991 per iniziativa di Tord Lindman e Johan Brand. Il primo album in studio, Hybris, uscì nel 1992, seguito due anni più tardi da Epilog. Nello stesso anno tennero un concerto al Progfest di Los Angeles, per poi sciogliersi. Durante la prima fase di carriera, la band ha combinato un suono analogico vintage con un approccio alla composizione ed arrangiamento classico moderno.
Nel 2002 il gruppo ritorna a provare assieme, e nel 2003 riprende a suonare dal vivo negli Stati Uniti d'America, tra le quali una performance di incredibile successo al NEARfest, per poi tornare in pausa.
Nel 2009 Mattias Olsson conferma che la band sta registrando del nuovo materiale tramite il suo blog MySpace, anche se non diede alcuna informazione sulla data di uscita di tale materiale, finché nel Luglio 2012 gli Anglagard pubblicano il terzo album Viljans öga. A questo punto hanno ripreso a suonare con una nuova formazione composta da Anna Holmgren, Thomas Johnson, Jonas Engdegård, Johan Högberg, Mattias Olsson, Tord Lindman.
Nel 2018 è stato pubblicato l'album A Drop of Light degli All Traps on Earth, progetto parallelo di Johan Brand e che ha coinvolto anche il batterista Erik Hammarström e l'ex tastierista Thomas Johnson.

## Formazione
Attuale
- Tord Lindman – chitarra, voce (1991–1994, 2012-presente)
- Johan Brand – basso (1991–1994, 2002–2003, 2009–presente)
- Jonas Engdegård – chitarra (1991–1994, 2002–2003, 2009–2012, 2014-presente)
- Anna Holmgren – flauto (1991–1994, 2002–2003, 2009–presente)
- Erik Hammarström – batteria, percussioni (2012-presente)
- Linus Kåse – tastiera, sassofono (2012-presente)

Ex componenti
- Thomas Johnson – tastiera (1991–1994, 2002–2003, 2009–2012)
- Mattias Olsson – batteria, percussioni (1991–1994, 2002–2003, 2009–2012)

## Discografia

### Album in studio
- 1992 – Hybris
- 1994 – Epilog
- 2012 – Viljans öga

### Album dal vivo
- 1996 – Buried Alive